# Карен (тропический шторм, 2019)
Тропический шторм «Карен» (англ. Tropical Storm Karen)  – слабый тропический шторм, который повлиял на Малые Антильские острова, Виргинские острова и Пуэрто-Рико в сентябре  2019, двенадцатая депрессия и одиннадцатый шторм в атлантическом сезоне ураганов 2019 года.
Карен вызвала сильное наводнение и  отключение электроэнергии в Тринидад и Тобаго. Ущерб на острове Тобаго достиг 3,53 миллиона долларов США. Отключения электроэнергии также произошли в Пуэрто-Рико, где около 29 000 потребителей остались без электричества. Сообщалось только о минимальных воздействия шторма на Венесуэлу, и остальной части Наветренных островов и Виргинских островов.

## Метеорологическая история
14 сентября тропическая волна двинулась от западного побережья Африки. Волна сопровождалась большой зоной конвекции и ливнями с грозами, когда она двигалась над островами Кабо-Верде. Однако конвективная активность начала дезорганизовываться, когда волна пересекла тропическую Атлантику. Национальный центр ураганов (NHC) начал мониторинг системы 18 сентября. Рано на следующий день область пониженного давления сформировался вдоль оси волны, когда она был расположена примерно в 575 милях (925 км) к востоку-юго-востоку от южных Наветренных островов.  22 сентября образовалась тропическая депрессия в 115 милях (185 км) к востоку от Тобаго. В это время система направлялась на запад-северо-запад по южной периферии субтропического хребта. Всего через три часа депрессия превратилась в тропический шторм Карен, находясь примерно в 120 милях (190 км) к юго-востоку от Сент-Винсента. Около 12:00 UTC в тот же день Карен прошла через Наветренные острова к северу от Тобаго.
Рано утром 23 сентября конвективная картина Карен начала дезорганизовываться, поскольку она переместилась в зону сильного северо-восточного вертикального сдвига ветра и сухого воздуха. В 6:00 UTC 24 сентября Карен превратилась в тропическую депрессию, когда она сместилась на северо-восток.  Рано 25 сентября глубокая конвекция начала медленно нарастать, однако грозовая активность продолжалась к югу от центра из-за сдвига ветра с севера на северо-восток. Хотя всего несколько часов спустя, в центре шторма начала образоваться глубокая конвекция. В 6:00 UTC того дня Карен снова достигла статуса тропического шторма, находясь примерно в 145 км к юго-западу от острова Санта-Крус. Карен начала замедлять свое  движение и сдвинулась на север вокруг западной периферии субтропического хребта. К 18:00 по Гринвичу центр шторма слегка изменился к западу. В 0:00 UTC 25 сентября шторм достиг своей начальной пиковой интенсивности с продолжающимся в течение одной минуты ветром 45 миль в час (72 км/ч) и минимальным центральным давлением 1003 мбар (29,62 дюйма ртутного столба) при движении. над островами Кулебра и Вьекес. Позже в тот же день Карен вошла в центральную Атлантику.
26 сентября над центром Карен сформировалась конвекция. В 9:00 по всемирному координированному времени в тот день шторм достиг своего второго пика интенсивности с ветром около 45 миль в час (75 км / ч) и минимальным давлением 1004 мбар (29,65 дюйма ртутного столба). Однако позже в тот же день циркуляция Карен стала удлиненной, и ослабление произошло рано утром 27 сентября. Несколько часов спустя NHC отметил, что циркуляция шторма присоединилась к поверхностной границе, которая протянулся от остатков урагана Джерри. В 12:00 по Гринвичу 27 сентября Карен стала тропической депрессией. Всего девять часов спустя система превратилась в жёлоб, находясь примерно в 425 милях (685 км) к востоку-юго-востоку от Бермудских островов.

## Подготовка и последствия

### Тринидад и Тобаго
20 сентября для Тринидада и Тобаго было выпущено предупреждение о тропическом шторме. Однако предупреждение было снято всего через несколько часов. Из-за шторма по всей стране было объявлено красный уровень тревоги. Региональные корпорации раздавали мешки с песком в некоторых частях восточного и южного Тринидада. Некоторые спортивные игры были отложены или отменены из-за шторма. Caribbean Airlines отменила множество рейсов в страну. Жителей страны попросили не приближаться к морю по соображениям здоровья и безопасности.
Сильные дожди вызвали внезапные наводнения в Тринидаде и Тобаго. Сообщалось о сильных наводнениях на юго-западе Тобаго и Скарборо. На Тринидаде река Сэнди вышла из берега, вызвав наводнение в Мейсон-Холле. Неподалеку из-за оползня перекрыли дорогу и разрушили дом. В Плимуте семь лодок затонули после того, как причал был поврежден. В Mt. Ламберта, поля были затоплены паводковыми водами. Однако большая часть Тринидада не пострадала.  Дорога в Тобаго была усеяна поваленными деревьями и опорами. Во время шторма, восемь лодок были уничтожены в Роксборо, в результате чего был нанёсен ущерб на сумму $ 7400 долларов. Агентство по чрезвычайным ситуациям Тобаго (TEMA) заявило, что общий ущерб от шторма оценивается в 3,53 миллиона долларов на Тобаго.

### Пуэрто-Рико
22 сентября предупреждение впервые были выпущены в Пуэрто-Рико, включая Виргинские острова.  Все предупреждения были сняты к 9:00 UTC 25 сентября. Предупреждение о внезапных наводнениях было выпущено для больших территорий Пуэрто-Рико. Национальная служба погоды (NWS). Губернатор Ванда Васкес объявила 23 сентября чрезвычайное положение в Пуэрто-Рико. Школы и правительственные здания были закрыты из-за угрозы проливных дождей и наводнений. По всему острову правительство открыло 67 убежищ. [32] На Виргинских островах США также были закрыты школы и правительственные здания. Порты были закрыты, а Seaborne Airlines и Sea Flight отменили рейсы между Санта-Крус и Сент-Томас. Также на острове Сент-Томас с 24 по 25 сентября было закрыто движение на части Veterans Drive.   Поисковые работы 48-летней женщины из Кентукки, пропавшей без вести в Национальном парке Виргинских островов, пришлось ненадолго приостановить из-за шторма.
Пиковое количество осадков Карен выпало в 5 дюймов (127 мм) в Коамо, где был снесен мост, где в изоляции осталось 15 семей. Многочисленные дороги через остров были затоплены и стали непроходимыми из-за оползней.  Река Кулебринас вышла из берегов, вызвав наводнение в Агуадилье. [42]. Примерно 29 000 потребителей осталисьбез электричества в Пуэрто-Рико. Оползень заблокировал часть шоссе 14 в Айбонито. В Тоа Баха два человека оказались в ловушке в доме из-за наводнения.  Другой дом в муниципалитете был затоплен паводковыми водами. В результате наводнения один человек оказался в ловушке в машине в Дорадо. На территории в результате урагана было перемещено 217 человек.  Директор Агентства по борьбе со стихийными бедствиями Пуэрто-Рико Карлос Асеведо заявил, что Карен не причинила серьёзного ущерба Пуэрто-Рико. На Виргинских островах США шторм вызвал внезапные наводнения, оползни и  отключения электроэнергии. Карен установила дневной рекорд количества осадков в аэропорту Сирила Э. Кинга на острове Сент-Томас 24 сентября, когда выпало 31,2 мм (1,23 дюйма) осадков. Это побило предыдущий рекорд в 1,02 дюйма (25,9 мм) с 1990 года. 25 сентября волонтеры Красного Креста оценили ущерб в шести муниципалитетах Пуэрто-Рико.  Восстановление электроэнергии на Виргинских островах было завершено к 28 сентября.

### Карибы
Когда Карен сформировалась 22 сентября, предупреждения о тропическом шторме были выпущены для Гренады и Сент-Винсента и Гренадин. Эти предупреждения были сняты к 23 сентября. Карен вызвала сильный ветер и мощные ливни на Гренаде, где были выпущены предупреждения о наводнениях и оползнях. В соседнем Сент-Винсенте и Гренадинах было объявлено о наводнении для страны с угрозой проливных дождей.  В тот же день порт Кингстауна ненадолго прекратил работу. Сообщалось о порывах ветра, сильном прибое и поваленных деревьях на Острове Юнион.  В Венесуэле от сильных дождей пострадали Каракас и Гуириа. В последнем некоторые районы были обесточены, а несколько домов были затоплены. 23 сентября для Британских Виргинских островов было выпущено предупреждение о тропическом шторме, которое позже было отменено 25 сентября. Готовясь к урагану, государственные и частные школы были вынуждены закрыться. Многие магазины также закрылись вместе с банками, некоторыми клиниками, портами и аэропортами. Сообщалось о сильных ветрах и проливных дождях на некоторых участках островов. Падающие деревья оборвали линии электропередач, что привело к отключению электроэнергии. Однако Департамент по борьбе со стихийными бедствиями не зафиксировал серьёзных повреждений.